# 海港企業
海港企業有限公司（港交所：51）是一家在香港交易所上市的酒店公司。主要業務是酒店及餐廳、投資物業及投資控股，母公司是九龍倉置業，持有該公司72%股權。海港企業有限公司在香港註冊，主席為吳天海先生。
海港企業的上市首日在1971年2月15日。

## 資產
- 馬哥孛羅香港酒店
- The Murray
- 常州時代上院100%
- 重慶寰宇天下55%
- 蘇州時代上城80%
- 蘇州國際金融中心80%
- 萬科徐匯中心27%

## 連結
- 海港企業有限公司 （页面存档备份，存于）